# قائمة الأصوات مجهولة المصدر
فيما يلي قائمة بالأصوات مجهولة المصدر، أو الأصوات التي كانت مجهولة المصدر في السابق، كل ملفات الصوت في هذه المقالة تمت زيادة سرعتها 16 مرة على الأقل من أجل زيادة الوضوح عن طريق التكثيف ورفع التردد من الموجات تحت الصوتية إلى أصوات مسموعة أكثر.

## أصوات NOAA مجهولة المصدر
الأصوات غير معروفة المصدر التالية تم تسجيلها والكشف عنها من قبل الإدارة الوطنية للمحيطات والغلاف الجوي (NOAA) باستخدام نظام مراقبة الصوت في المحيط الهادئ الاستوائي.

### تصاعد (Upsweep)

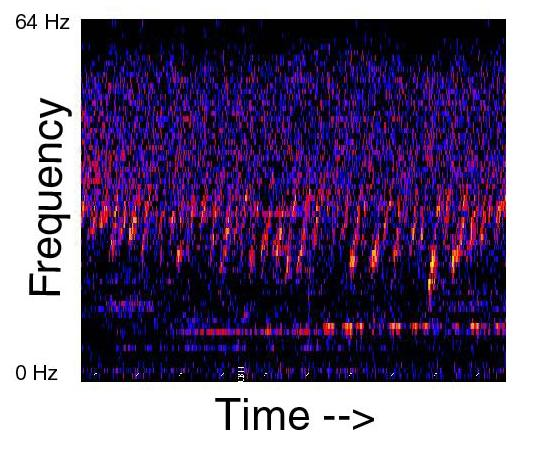
صورة طيفية لصوت تصاعد (Upsweep)

هذا الصوت كان حاضرًا عندما بدأ مختبر البيئة البحرية في المحيط الهادئ تسجيل نظام مراقبة الصوت (SOSUS) في أغسطس 1991 بواسطة هيدروفون مائي مستقل، الصوت يتآلف من سلسلة طويلة من الأصوات المتصاعدة ضيقة النطاق كل صوت يدوم لعدة ثوان، مستوى مصدر الصوت كان مرتفع بما يكفي ليُسَجَّل في جميع أنحاء المحيط الهادئ.
هذا الصوت يبدو أنه موسمي، وبشكل عام يصل إلى ذروته في الربيع والخريف، لكن من غير الواضح ما إذا كان هذا نتيجة لتغييرات في المصدر أو في التغييرات الموسمية في البيئة الممتدة، المصدر يمكن أن يكون موجودًا تقريبًا في ، بالقرب من موقع يُحتمل أن يكون به نشاط زلزالي بركاني، ولكن أصل الصوت غير معروف، وقد إنخفض إجمالي مستوى المصدر منذ 1991 ولكن لا يزال من الممكن الكشف عن الأصوات بواسطة نظام مراقبة الصوت لـ NOAA.

### صفارة (Whistle)

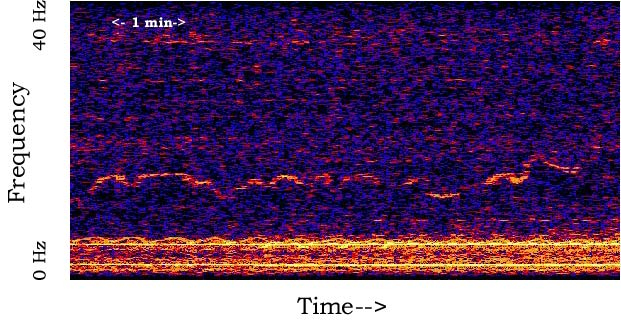
صورة طيفية لصوت صفارة (Whistle)

هذا الصوت تم تسجيله بواسطة هيدروفون مستقل في المحيط الهادئ في 7 يوليو 1997، الساعة 07:30 بتوقيت جرينيتش في 08°N 110°W، وتردد هذه الإشارة المتموجة مماثل للإشارات البركانية المسجلة من ثورات البراكين تحت الماء، أصل الإشارة غير معروف ولم يتم الكشف عنه بواسطة أي هيدروفون آخر وتحديد مصدر الصوت كان يتطلب على الأقل ثلاثة أجهرة تسجيل، نطاق الطاقة هو بين 1 إلى 6 هرتز، وقد يكون الصوت قطع مسافة كبيرة جدًا قبل الكشف عنه.

## أصوات NOAA مجهولة المصدر سابقًا

### بلوپ (Bloop)

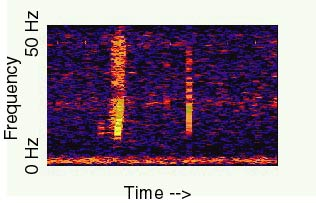
صورة طيفية لصوت بلوپ (Bloop)

بلوپ (Bloop) هو الاسم الذي يطلق على صوت من تحت الماء ذو تردد فائق الانخفاض وقوي للغاية تم الكشف عنه من قبل NOAA سنة 1997، هذا الصوت يتسق مع الضوضاء التي تصدرها زلازل الجليد في الجبال الجليدية الكبيرة أو جبال الجليد الكبيرة تكشط أرضية المحيط.
تحليل: مصدر الصوت تم تثليثه تقريبًا إلى نقطة بعيدة في جنوب المحيط الهادئ إلى الغرب من الطرف الجنوبي لأمريكا الجنوبية وتم الكشف عن الصوت عدة مرات بواسطة نظام مراقبة الصوت في المحيط الهادئ الاستوائي.
ووفقًا لوصف NOAA: «يرتفع التردد بسرعة لمدة دقيقة واحدة تقريبًا وكانت سعته كافية ليتم الاستماع إليه من أجهزة إستشعار عديدة، في مدى أكثر من 5000 كم». الدكتور كريستوفر فوكس من NOAA لا يعتقد أن منشأه من صنع الإنسان مثل غواصة أو قنبلة ولا من الأحداث الجيولوجية المألوفة مثل البراكين أو الزلازل، بينما الصوت المسجل يماثل كائن حي إلا أن مصدره كان لغزًا لأنه مختلف عن الأصوات المعروفة ولأنه أعلى عدة مرات من أعلى صوت مسجل لحيوان وهو الحوت الأزرق.
نسب برنامج NOAA الصوت إلى زلزال جليدي كبير، العديد من الزلازل الجليدية تشترك في صور طيفية مماثلة مع بلوپ، بالإضافة إلى أن السعة اللازمة لاكتشافها يتجاوز مداها الـ 5000 كم، تمت معرفة ذلك أثناء تتبع جبل الجليد A53a الذي تفكك قرب جزر جورجيا الجنوبية في مطلع 2008، وإذا كان هذا بالفعل هو أصل بلوپ فإن جبل الجليد أو جبال الجليد التي شاركت في توليد الصوت كانت على الأرجح بين مضيق برانسفيلد [الإنجليزية] وبحر روس، أو ربما في كيب أدار وهو مصدر معروف لإشارات التبريد.

### چوليا (Julia)

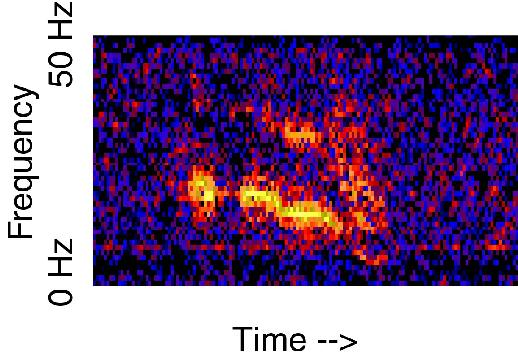
صورة طيفية لصوت چوليا (Julia)

تم تسجيل هذا الصوت في 1 مارس 1999، وقالت NOAA أن مصدر الصوت هو على الأرجح جبل جليدي ضخم إرتطم بالأرض قبالة أنتاركتيكا، وكان عاليًا بما يكفي ليُسْمَع من خلال نظام مراقبة الصوت في المحيط الهادئ الاستوائي كاملًا، دام الصوت لـ 15 ثانية ونظرًا لعدم التيقن من السمت الوافد، يمكن أن تكون نقطة المنشأ بين مضيق برانسفيلد وكيب أدار.

### تبطئ (Slow Down)

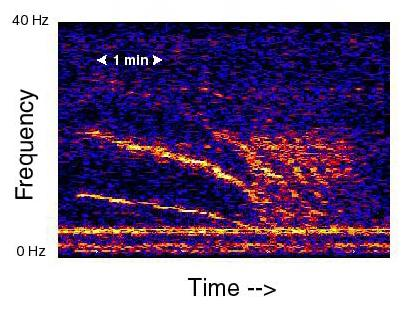
صورة طيفية لصوت تبطئ (Slow Down)

تم تسجيل هذا الصوت في 19 مايو 1997 في المحيط الهادئ الاستوائي، وقت التسجيل هو 15:30 بتوقيت جرينيتش وموقع مصدر الصوت قريب من 62°S, 60°W، ومصدر الصوت هو على الأرجح جبل جليدي ضخم إرتطم بالأرض.
تحليل: تم إطلاق هذا الاسم لأن تردد الصوت ينخفض ببطء في حوالي 7 دقائق، تم التقاط هذا الصوت عدة مرات كل سنة منذ 1997، واحدة من الفرضيات حول أصل الصوت هو الجليد المتحرك في أنتاركتيكا، طيفيات اهتزازات الصوت ناجمة عن احتكاك يشبه طيفية التباطؤ، وهذا يشير إلى أن مصدر الصوت قد يكون بسبب احتكاك بين صفائح جليد كبيرة تتحرك على الأرض.

### قطار (Train)

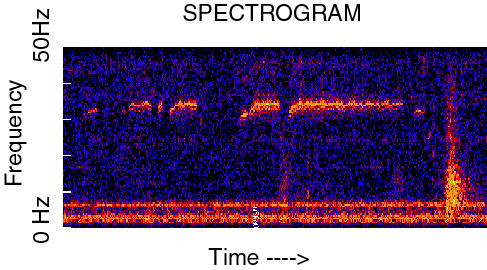
صورة طيفية لصوت قطار (Train)

سُجل هذا الصوت في 5 مارس 1997، الصوت يرتفع إلى تردد شبه ثابت، ووفقًا لـ NOAA فإن أصل الصوت على الأرجح صدر من ارتطام جبل جليدي ضخم جدًا بالأرض في بحر روس قرب كيب أدار.